# Chuhei Nambu
Chūhei Nambu (南部 忠平, Nanbu Chūhei), född 27 maj 1904 i Sapporo, död 23 juli 1997 i Osaka, var en japansk friidrottare som främst tävlade i längdhopp och tresteg. Nambu är till dags dato den ende idrottsman som haft världsrekordet i bägge dessa discipliner.
Nambu gjorde sig först bemärkt som idrottare i mitten av 1920-talet. Han representerade Japan under OS i Amsterdam 1928, där han deltog i tre grenar. Det bästa resultatet uppnådde han i tresteg, där han placerade sig på fjärde plats (landsmannen Mikio Oda vann). I längdhoppet tog Nambu en niondeplats och han sprang även en av sträckorna för det japanska stafettlaget på 4x100 meter löpning som blev utslaget i försöket.
Nambus verkliga genombrott kom 1931. Efter att ha förbättrat det japanska rekordet i längdhopp ett par gånger hoppade han 7,98 i Tokyo 27 oktober detta år och förbättrade därmed haitiern Silvio Cators tre år gamla världsrekord med 4 centimeter. Nambus världsrekord kom att stå sig i knappt fyra år, då Jesse Owens blev förste man över 8 meter. Som asiatiskt rekord stod sig noteringen ända till 1970, när Hiroomi Yamada slog det.
Nästa år, till sommar-OS i Los Angeles, var Nambu bland favoriterna i båda de horisontella hoppgrenarna. Han misslyckades dock delvis i längdtävlingen och fick nöja sig med brons, efter amerikanerna Ed Gordon och Lambert Redd. I trestegstävlingen, ett par dagar senare, fick han emellertid revansch när han vann med det nya världsrekordet 15,72, före svenske Erik "Spänst" Svensson och landsmannen Kenkichi Oshima. Han blev därmed innehavare av båda de horisontella hoppvärldsrekorden, något han skulle fortsätta att vara fram till 1935 då Owens tog ifrån honom rekordet i längdhoppning och australiensaren Jack Metcalfe gjorde detsamma i tresteg.
Efter sin aktiva karriär arbetade Nambu bland annat som sportjournalist, och var även manager för den japanska OS-truppen under sommar-OS i Tokyo 1964. 1992 fick Nambu den olympiska orden i silver av den internationella olympiska kommittén (IOK). Han avled i sviterna efter en lunginflammation vid en ålder av 93 år 1997.